# Dordabis
Dordabis ist eine Siedlung in der Region Khomas in Namibia. Dordabis liegt in einem Trockenflusstal (Rivier) südlich des Gebirgskamms Grimmrücken, rund 75 Kilometer südöstlich von Windhoek.
Dordabis gehört zum Wahlkreis Windhoek-Land und kann über die Hauptstraße C23 erreicht werden. Nördlich liegt die Arnhem-Höhle.

## Wirtschaft
Das Umland von Dordabis gilt als das Zentrum der namibischen Karakulschafhaltung. Im Jahr 2013 soll in unmittelbarer Nähe von Dordabis eine Eisenerzmine in Betrieb genommen werden. Im Tagebau sollen dort dann jedes Jahr rund 1,8 Millionen Tonnen Erz gewonnen werden. Außerdem sollen ca. 600.000 Tonnen Magnetit und Hämatit gewonnen werden. Die ansässigen Farmer befürchten diesbezüglich ein Anwachsen der informellen Siedlungen sowie eine übermäßige Ausbeutung der örtlichen Grundwasserreserven.

## Sonstiges
In Dordabis gibt es ein Gefängnis. Dort wurden von Juli 2000 bis Dezember 2002 82 Angolaner ohne Prozess gefangengehalten, welche als angebliche Mitglieder der im Jahr 2000 im äußersten Norden Namibias marodierenden Bande des Jonas Savimbi aufgegriffen und dort interniert worden waren. Die langjährige Festsetzung der angolanischen Staatsangehörigen ohne Anklageerhebung sorgte wiederholt für internationale Kritik, vor allem von Seiten von Menschenrechtsorganisationen. Außerdem konnten den Gefangenen die begangenen Straftaten nicht zweifelsfrei nachgewiesen werden. Kurz vor Weihnachten 2002 erfolgte somit deren Freilassung und sofortige Deportation nach Angola. Mindestens 4 Häftlinge waren bis dahin bereits auf dem Gefangenentransport oder im Gefängnis von Dordabis verstorben.

## Partnerschaften
Seit 1984 gibt es in Unna den „Freundeskreis Dordabis/Namibia“. Dieser organisiert gegenseitige Besuche und unterstützt die Gemeinde in einigen Projekten, wie dem Bau einer Kirche, der Produktion von Schuluniformen, der Anlage von Gärten und dem Unterhalt eines Schülerheims.